# Fozzy
Fozzy je americká heavy metalová hudební skupina založená v Atlantě v Georgii v roce 1999. Hlavní zpěvák skupiny je Chris Jericho, profesionální wrestler. Žije v Tampě na Floridě zatímco zbytek skupiny obývá Georgiu. Skupina má v současné době podepsanou smlouvu s nahrávací společností Century Media Records. Skupina se skládá z Jericha a členů rap metalové skupiny Stuck Mojo, Richa Warda a Franka Fontsereho. Další členové jsou Billy Grey (Dangerous New Machine, Sick Speed) a Paul Di Leo (Adrenaline Mob, Nena).

## Historie

### Vznik a první dny
Fozzy začali jako Fozzy Osbourne, podle zpěváka Ozzyho Osbourna. V roce 1999 se Jericho po wrestlingové show setkal v San Antoniu v Texasu s Wardem, který ho pozval, ať s ním hraje v hudební skupině. Jejich první vystoupení nastalo v nyní zrušeném klubu "The Hangar" v centrálním náměstí Marietty. Jericho s nimi párkrát hrál, ale neměl v plánu to dělat po trvalou dobu. V roce 2000 Jericho přestal na delší dobu zápasit kvůli zranění kotníku a tak se připojil ke skupině a pod jménem Moongoose McQueen se stal hlavním frontmanem kapely. Vyrazili tedy na turné. Jako část "gimmicku" kapely, Jericho odmítal přiznat, že Moongoose McQueen a Chris Jericho je jedna a ta samá osoba. Při rozhovoru jako Moongoose řekl, že by chtěl pod tímto charakterem zůstat po celou dobu a dokonce ho by i bavilo předstírat, že není Chris Jericho. Na druhé straně byl Chris Jericho "velký fanoušek" Moongooseho a Fozzy.

### Fozzy a Happenstance (2000-2002)
Kapela zkrátila své jméno na jednodušší Fozzy a přijala satirický příběh ve kterém podepsali smlouvu s nahrávací společností k přesunu do Japonska aby se stali velkými rockovými hvězdami, ale společnost se později vzdala obchodu a nechali je čekat po dobu 20 dní zatímco pracovali s jinými kapelami. Brzy poté Fozzy produkovali své stejnojmenné první album které obsahovalo většinu coverů od kapel jako Dio, Krokus, Twisted Sister, Iron Maiden, Mötley Crüe a Judas Priest. Také se na chvíli změnil název kapely na Big City Knights.
Jejich druhé album, Happenstance, bylo vydáno v roce 2002 a obsahovalo covery skupin jako Black Sabbath, Scorpions, W.A.S.P. a Accept.

### All That Remains (2003-2006)
Po skončení turné k Happenstance v roce 2003 skupina zrušila svůj příběh a charakter McQueena. V lednu 2005 vydali svoje třetí studiové album, All That Remains, které obsahovalo zcela jejich vlastní písně včetně singlu "Enemy" a "Daze of the Weak". Album All That Remains obsahovalo speciální hosty v podobě muzikantů Zakka Wyldea (Black Label Society, Ozzy Osbourne, Pride and Glory) Bonecrushera, Marka Tremontiho (Creed, Alter Bridge), Mylesa Kennedyho (Alter Bridge, Slash), Martyho Friedmana (Megadeth) a Butche Walkera (Marvelous 3). Alb se prodalo přes 100,000 kopií. V roce 2005 se stal song "Enemy" hlavní znělkou pro show WWE No Way Out a v roce 2006 promotionálním songem pro TNA Bound Of Glory. V roce 2006 kapela vystupovala na Download Festivalu v Donington Parku v Anglii.

### Chasing the Grail (2009-2011)
Krátce po vydání All That Remains byly oznámeny plány pro vydání čtvrtého studiového alba. 

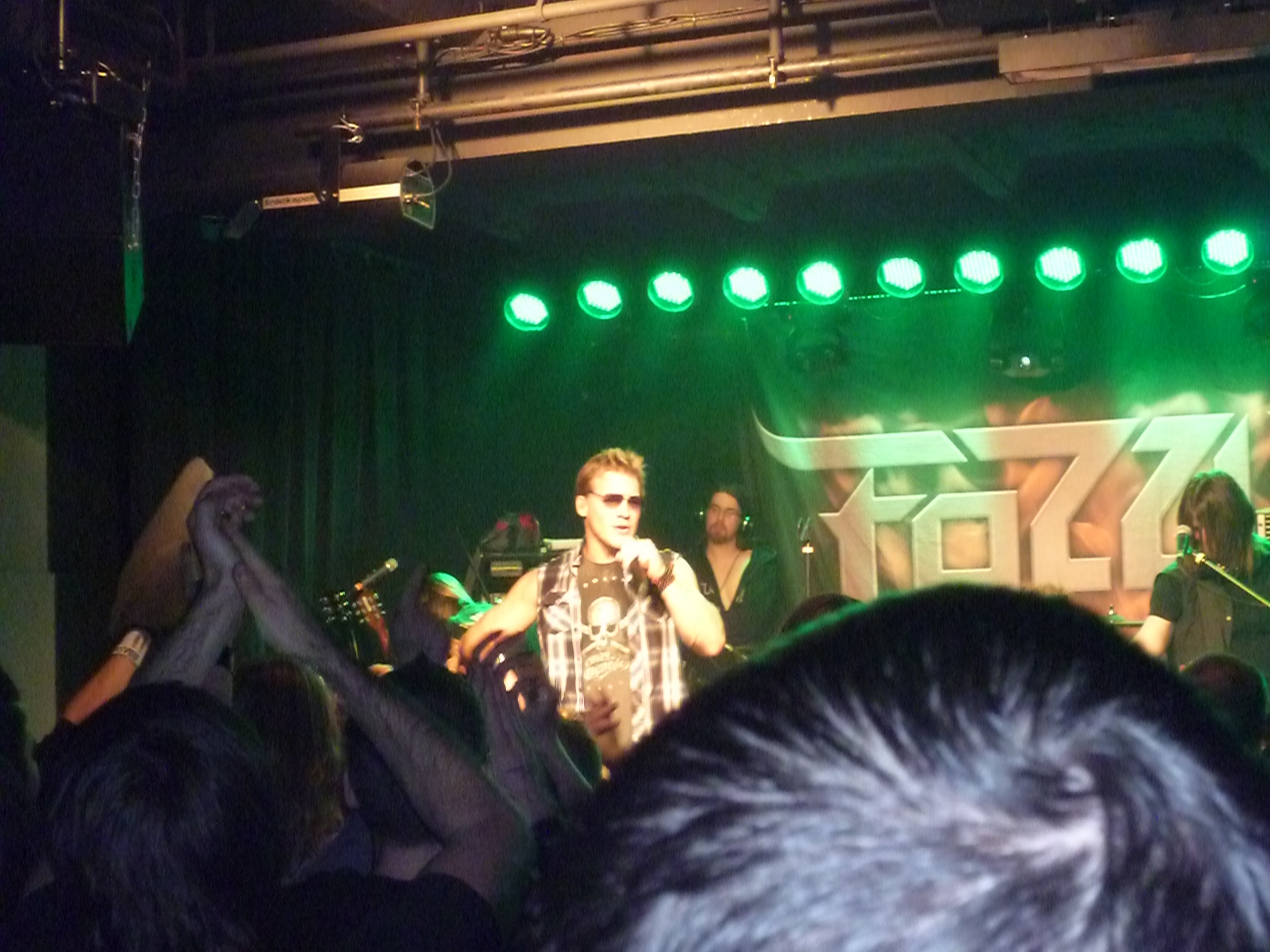
Koncert Fozzy

4. března 2009 webová stránka MetalUnderground.com informovala, že Fozzy podepsali světovou smlouvu s australskou nahrávací společností Riot! Entertainment pro vydání jejich čtvrtého alba, Chasing the Grail. Hlavní singl alba, "Martyr No More", se stal oficiální znělkou pro show WWE Royal Rumble pay per view. V Americe bylo album vydáno 26. ledna 2010 a následně i v Austrálii (únor) a v Evropě (březen).
19. února 2011 řekl Jericho během rozhovoru v show Active Rock pro radio WBSX v Wilkes-Barre v Pensylvánii, že je dokončen text pro nové album a že Ward začal pracovat na zpracování hudby. Kapela plánovala datum vydání na únor 2012. Podle oficiální Facebookové stránky kapely Fozzy byly nahrávky dokončeny 4. května 2012. Fozzy vydali nový hudební videoklip, který byl natočený na předávání cen Golden Gods Awards pro song "God Pounds His Nails", 7. června. 10. července Fozzy vystupovali na Sonisphere Festivalu v Knebworthu v Anglii. Speciální edice která obsahovala 2 CD z živého vystoupení Fozzy, Remains Alive, bylo vydáno 18. července. Poté kapela oznámila turné po Spojeném království na listopad 2011.
9. září oznámil Sean Delson svůj "odchod" ze skupiny Fozzy jako jejich baskytarista aby mohl pokračovat v práci s Agentem Cooperem. Fozzy na jeho místo obsadili Paula Di Lea, baskytaristu Adrenaline Mob.

### Sin and Bones (2012)
Dne 18. ledna 2012 bylo oznámeno, že Fozzy podepsali smlouvu s Century Media Records a mají v plánu vydat toto léto nové studiové album. Krátce poté napsal Jericho na svůj účet na Twitteru 'Nové @FOZZYROCK album v srpnu?!'. Jericho se 2. ledna vrátil na plný úvazek do WWE ale i přesto byla ohlášena účast Fozzy v létě na Download Festivalu ve Velké Británii. 17. července vydali Fozzy první singl ze jejich nového, pátého studiového alba, Sin and Bones, jménem "Sandpaper". Song obsahuje speciální vokály od M. Shadows ze skupiny Avenged Sevenfold. Celé album bylo vydáno 14. srpna. Krátce po jeho vydání Chris Jericho opět opustil WWE a to po své poslední účasti na Raw 20. srpna, aby se mohl nadále věnovat skupině Fozzy a vyrazit s ní na turné. Fozzy nedávno vystupovali na Uproar Festivalu na pódiu Jagermeister. Po tomto festivalu bylo oznámeno mezinárodní turné po Evropě a Austrálii.

## Členové
Současní členové
- Chris Jericho - hlavní vokály, piano (1999-současnost)
- Rich Ward - hlavní kytarista, vokály (1999-současnost)
- Billy Grey - kytara (2010-současnost)
- P. J. Farley – basová kytara, vokály (2020–současnost)
- Grant Brooks – bicí, vokály (2022–současnost)

## Diskografie
- Fozzy (2000)
- Happenstance (2002)
- All That Remains (2005)
- Chasing the Grail (2010)
- Sin and Bones (2012)